# Ken Iwase
Ken Iwase (jap. 岩瀬 健 Iwase Ken; ur. 8 lipca 1975) – japoński piłkarz występujący na pozycji pomocnika.

## Kariera klubowa
Od 1994 do 2002 roku występował w klubach Urawa Reds i Omiya Ardija.